# Dolicholister depilis
Dolicholister depilis är en skalbaggsart som beskrevs av Thérond 1957. Dolicholister depilis ingår i släktet Dolicholister och familjen stumpbaggar. Inga underarter finns listade i Catalogue of Life.